# Sydals
Sydals is een voormalige gemeente in Denemarken. De oppervlakte bedroeg 94,66 km². De gemeente telde 6527 inwoners waarvan 3282 mannen en 3245 vrouwen (cijfers 2005). 
Sydals omvatte het zuiden van het eiland Als, De gemeente werd gevormd in 1970 uit de parochies Hørup, Kegnæs, Lysabild en Tandslet. In 2007 werd Sydals toegevoegd aan de uitgebreide gemeente Sønderborg.